# Акантозавр озброєний
Акантозавр озброєний (Acanthosaura armata) — представник роду акантозаврів з родини агамових.

## Опис
Загальна довжина дорівнює 31 см, з яких 2/3 припадають на хвіст. Самці трохи більше за самиць. Голова трохи стиснута з боків, морда дещо витягнута. Тулуб спложений. Як самець, так і самка мають низький гребінь на потилиці та спині. Самець відрізняється, як і в інших видів, 2 поперечними рядками по 12 потовщених лусочок перед заднім проходом. Цей акантозавр має велику потиличну луску та неоднакові гострі спинні лусочки, які розташовані неправильними рядками. Усі черевні лусочки мають гострі ребра. Барабанна перетинка більше очного отвору. Третій палець трохи більше четвертого. 
Спина оливково-зеленого або оливково-бурого забарвлення, великі спинні колючі лусочки мають трохи світліший колір, по спині і по основі хвоста тягнеться подвійний рядок темно-бурих або чорних плям, які іноді зливаються у бічні смужки. На світлому, жовтуватому череві є блакитно- або сірувато-чорні поздовжні лінії, які у молодих особин ясно помітні на горлі.

## Спосіб життя
Полюбляє лісисті гірські місцини. зустрічається на висоті 750 м над рівнем моря. Ховається у лісовій підстилці, серед кущів та коренів дерев. Також може збиратися на дерева. Активний вдень. Харчується жуками, кониками й мурашками.
Це яйцекладна ящірка. Самиця відкладає до 15 яєць.

## Розповсюдження
Мешкає у південному Китаї, М'янмі, Таїланді, Малайзії та Індонезії.